# Иткуль (посёлок, Челябинская область)
Итку́ль — посёлок железнодорожной станции в Верхнеуфалейском городском округе Челябинской области России.

## География
Посёлок находится на расстоянии примерно 4 км к востоку от города Верхний Уфалей, административного центра городского округа. Абсолютная высота — 442 м над уровнем моря.

## Население
| 2002 | 2010 |
| ---- | ---- |
| 39   | ↘27  |

### Половой состав
По данным Всероссийской переписи, в 2010 году численность населения посёлка составляла 27 человек (13 мужчин и 14 женщин).

## Улицы
Уличная сеть посёлка состоит из одной улицы (ул. Лучистая).

## Транспорт
Вблизи посёлка находится разъезд Южно-Уральской железной дороги.